# 華井新
華井 新（はない しん、1908年 - 1959年2月12日）は関西を拠点に活躍した浪曲師である 。熊本県出身。本名・鶴政次郎。

## プロフィール
- 1937年11月1日　京山華千代に入門。
- 1939年6月11日　東京九段軍人会館にて看板披露。華井新と改名。
- 1959年2月12日肺炎にて死去　行年51歳。

## 主な演目
- 「梶川大力」
- 「夕立勘五郎」
- 「鳥羽の恋塚」

## 弟子
- 弟子として、のちに『演歌浪曲』と銘打ち確立した歌謡浪曲の初代の真山一郎がいる。